# Claoxylon abbreviatum
Claoxylon abbreviatum är en törelväxtart som beskrevs av Johannes Jacobus Smith, Sijfert Hendrik Koorders och Theodoric Valeton. Claoxylon abbreviatum ingår i släktet Claoxylon och familjen törelväxter. Inga underarter finns listade i Catalogue of Life.